# Aecidium posoqueriae
Aecidium posoqueriae é uma espécie de cogumelos pertence ao grupo Basidiomycota e foi descrito pela primeira vez por Paul Dietel, em 1908. Aecidium posoqueriae pertence à ordem Aecidium, ordem Pucciniales, ordem Pucciniomycetes, ordem Basidiomycota. Não há tipos listados como este.